# Betulodes morenoi
Betulodes morenoi är en fjärilsart som beskrevs av Claude Herbulot 1979. Betulodes morenoi ingår i släktet Betulodes och familjen mätare. Inga underarter finns listade i Catalogue of Life.